# Громковский (хутор)
Громковский — хутор в Шолоховском районе Ростовской области.
Входит в состав Базковского сельского поселения.

## География
Расстояние до районного центра с учётом доступа транспортом — 10 км.

## Население
| 2010 |
| ---- |
| 718  |

## Улицы
На хуторе имеются две улицы — Почтовая и Советская.